# Tapanahony
Tapanahony – miasto w dystrykcie Sipaliwini, w Surinamie. Według danych na rok 2012 miasto zamieszkiwało 13 808 osób, a gęstość zaludnienia wyniosła 0,32 os./km².

## Klimat
Klimat jest podrównikowy. Średnia temperatura wynosi 22 °C. Najcieplejszym miesiącem jest wrzesień (24 °C), a najzimniejszym miesiącem jest styczeń (20 °C). Średnie opady wynoszą 3095 milimetrów rocznie. Najbardziej wilgotnym miesiącem jest luty (432 milimetrów), a najbardziej suchym miesiącem jest październik (59 milimetrów).